# IBM PS/2 L40 SX

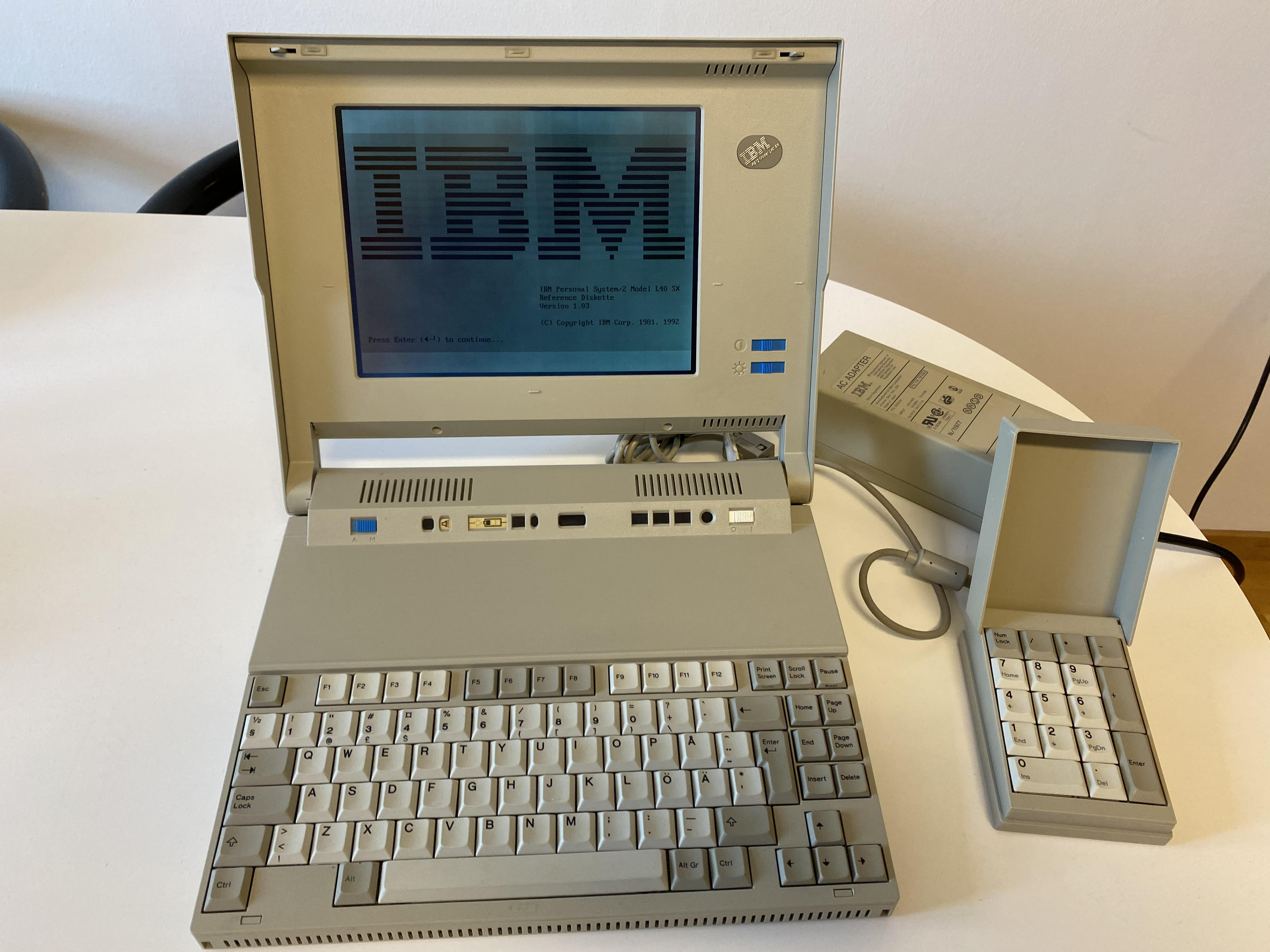
IBM PS/2 L40SX con teclado numérico externo

El IBM Personal System/2 Modelo L40 SX (estilizado como PS/2 L40 SX) fue un ordenador portátil fabricado por IBM, como parte de la serie IBM PS/2. Fue el sucesor del IBM PC Convertible. El "SX" en el nombre se refiere a su CPU, el Intel 80386SX.

## Desarrollo
El L40 SX se diseñó y fabricó en el transcurso de trece meses, entre 1990 y 1991. En 1990, IBM ya llegaba tarde al mercado de los portátiles con motor 386SX. Enfrentada a lanzar un producto obsoleto, si hubiera seguido su plazo normal de dos años, IBM aceleró el desarrollo del L40 SX
Los conjuntos de carcasa y teclado del L40 SX tardaron aproximadamente cinco meses en producirse e implicaron métodos novedosos para lograr este plazo.  IBM contrató a su antigua filial Lexmark, de Lexington (Kentucky), y a Leap Technologies, de Otsego (Míchigan), para lograr esta producción. Ambas empresas utilizaron el sistema Catia CAD-CAM de IBM para diseñar los modelos de las piezas de los conjuntos mencionados.  Lexmark se encargó de redactar estos modelos, enviándolas electrónicamente a Leap para que los revisara. Una vez revisados, Leap utilizaba estos modelos para mecanizar los moldes de inyección de cada pieza. El intercambio electrónico de modelos entre las dos empresas era novedoso para la época y aceleraban la producción al eliminar la necesidad de maquetas y prototipos. Sin embargo, también suponía un riesgo, ya que cualquier fallo de diseño detectado después de la fabricación retrasaría la producción hasta un año y obligaría a IBM a cancelar el portátil. Por ello, tanto Leap cómo Lexmark utilizaron un software especializado para predecir cómo saldrían las piezas de los moldes de Leap.
Sin embargo, antes de empezar a diseñar, Leap y Lexmark tuvieron que buscar un plástico adecuado. Se decantaron por una mezcla de policarbonato y ABS de Dow Chemical que era duradera, coloreable y chapable. Esta última cualidad era necesaria para cumplir la normativa de la FCC sobre interferencias electromagnéticas.  Los circuitos integrados, como los microprocesadores, provocan este tipo de interferencias; la mayoría de las empresas de la época lo compensaban rociando una gruesa capa de pintura metálica en el interior de sus cajas. Sin embargo, debido a que la potencia del 386SX superaba este tipo de blindaje, IBM recurrió al chapado químico, un método novedoso para los ordenadores portátiles. Esto proporcionó a la carcasa un blindaje más fuerte y no mucho más peso, pero también un gasto considerable para IBM.  La investigación del método también fue costosa: como el chapado químico no se había utilizado casi nunca en sus polímeros, Dow tuvo que realizar rigurosas pruebas de laboratorio. Una vez finalizado el diseño y mecanizados los moldes, Leap realizó la inyección sólo en los moldes de las piezas de montaje de la carcasa, enviando los moldes de las piezas de montaje del teclado a Lexmark. Leap realizó la soldadura por ultrasonidos en sus piezas cuando fue necesario y entregó la responsabilidad del chapado a una empresa de Míchigan. A continuación, Leap envió a Lexmark los conjuntos de carcasa terminados.
Toshiba, de Japón, proporcionó a IBM la pantalla de cristal líquido del L40 SX, que era un panel de matriz pasiva de 10 pulgadas con iluminación lateral. El montaje final de estos paneles se realizó en Raleigh, Carolina del Norte. IBM se planteó utilizar la pantalla de matriz activa de Toshiba, que ofrecía mejores tiempos de respuesta, ángulos de visión más amplios y ausencia de manchas, pero estas pantallas consumían demasiada energía. IBM también se asoció con Western Digital de Irvine para diseñar la placa base del L40 SX. Western Digital se encargó de ensamblar toda la placa base del L40 SX, así como su serie 7600LP de conjuntos de chips de controladores de vídeo y de discos duros, y de que IBM pudiera ensamblar ellos mismos la placa base más adelante.
La fabricación del L40 SX estuvo plagada de escasez de piezas, pero IBM pudo producir unas 4000 unidades de prelanzamiento que se vendieron a miembros selectos del público. Las unidades de disco duro fueron la última escasez en abril de 1991, ya que IBM tuvo que estudiar la posibilidad de producir sus propias unidades de 2,5 pulgadas y 60 MB en lugar de esperar a Conner Peripherals
La importante subida de precio del L40 SX en marzo de 1991 suscitó las críticas de los posibles compradores que lo habían elogiado con entusiasmo en la última reunión informativa de IBM con la prensa. IBM justificó esta subida de precio clasificando el L40 SX como un sustituto del ordenador de sobremesa. Las dimensiones del L40 SX, más grandes que las de un portátil, eran ventajosas para IBM, tanto para aumentar su capacidad técnica, como para incorporar su codiciado teclado de tamaño completo, y para satisfacer las expectativas de los compradores que buscaban específicamente una máquina que sustituyera a un ordenador de sobremesa. Sin embargo, los compradores potenciales consideraron que el teclado excepcionalmente cómodo y el bajo consumo de energía del L40 SX no justificaban su precio de lanzamiento. En el momento en que la empresa anunció el aumento de precio del L40 SX, IBM estaba evaluando la demanda de un ordenador portátil de bajo precio en Estados Unidos tras lanzar el PS/55 Note en Japón.
En su momento, el L40 SX se diferenciaba de la mayoría de los portátiles en funcionamiento por ofrecer un modo de suspensión, un ciclo de reloj de la CPU dinámico que se ralentiza cuando el procesador está inactivo, y el uso de pantallas LCD para los indicadores de estado, en lugar de LEDs. Estas dos últimas características reducen el consumo de energía del L40 SX. La parte trasera del L40 SX cuenta con un puerto serie, un puerto paralelo, un puerto de expansión AT externo, un puerto VGA y un puerto de ratón PS/2. IBM proporciona un módem opcional que puede recibir transmisiones de fax

## Especificaciones
- CPU: 20 MHz Intel 386SX
- Pantalla: VGA monocromática de 10" (640x480)
- SO: DOS 3.3 o 4.0, Windows 3.0, OS/2 1.31
- Disco: disco duro IDE de 2,5"
- Bus: ISA

## Periféricos opcionales
- Trackpoint (Trackball/Mouse convertible)
- Cargador rápido
- Adaptador de batería para coche
- Módem de fax de datos interno
- Estuche de lujo

## Recuerdo
El Wall Street Journal informó de que IBM había recibido 15 quejas por un cortocircuito entre los circuitos y un revestimiento conductor del interior de la carcasa que, en algunos casos, ha fundido un pequeño agujero en la carcasa. El cortocircuito se produce cuando el portátil funciona con baterías, e IBM informó de que instalará un fusible para evitar el sobrecalentamiento. Han tenido que retirar del mercado 150 000 máquinas.

## Sucesores
Un año después del anuncio del L40 SX, el 24 de marzo de 1992, IBM anunció tres ordenadores portátiles y un ordenador de bolsillo: N51SX, N51SCL, N45SL como parte de la serie IBM PS/2 Note y el CL57SX. El CL57SX fue el primer portátil de IBM con pantalla TFT en color.